# Attilio Nicora

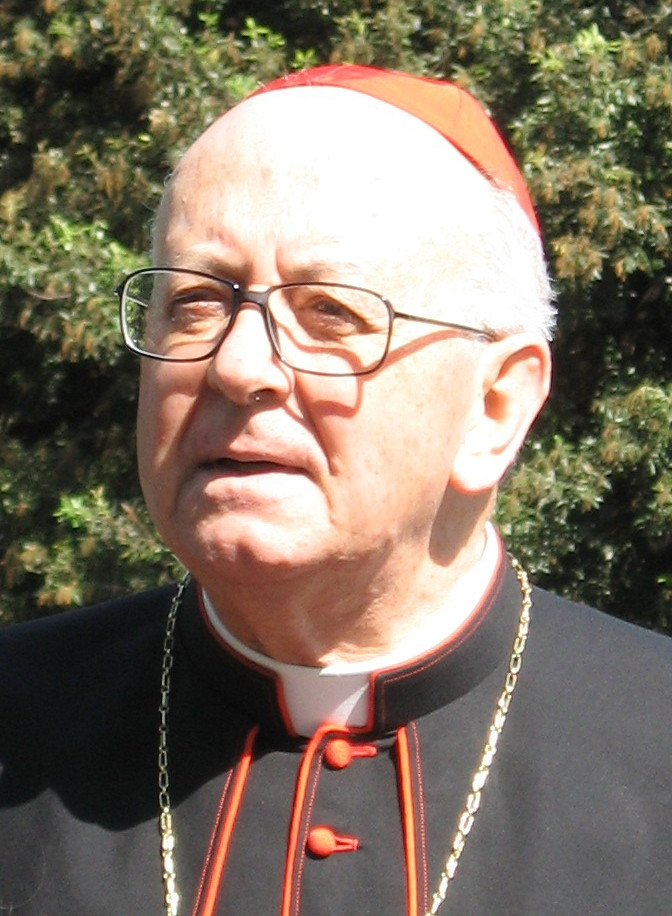
Attilio Kardinal Nicora (Mai 2008)

Kardinalswappen

Attilio Kardinal Nicora (* 16. März 1937 in Varese; † 22. April 2017 in Rom) war ein italienischer Kirchenrechtler und Kurienkardinal der römisch-katholischen Kirche.

## Leben
Attilio Nicora absolvierte 1959 zunächst ein Studium der Rechtswissenschaften an der Università Cattolica del Sacro Cuore in Mailand. Anschließend trat er in das Priesterseminar der Diözese Mailand ein und studierte Philosophie sowie Katholische Theologie an der Universität Mailand. Am 27. Juni 1964 empfing er das Sakrament der Priesterweihe durch den Erzbischof von Mailand, Giovanni Umberto Colombo. Am Päpstlichen Lombardischen Priesterseminar in Rom absolvierte er ein Studium des Kirchenrechts; an der Päpstlichen Universität Gregoriana wurde er nach einem Studium des Kanonischen Rechts promoviert. Nicora wurde daraufhin zum Professor für Kanonisches Recht und Allgemeines Kirchenrecht am Priesterseminar von Mailand berufen, dem er auch ab 1970 als Regens vorstand.
Papst Paul VI. ernannte ihn am 16. April 1977 zum Titularbischof von Furnos Minor und zum Weihbischof im Erzbistum Mailand. Die Bischofsweihe spendete ihm am 28. Mai desselben Jahres Giovanni Umberto Kardinal Colombo; Mitkonsekratoren waren Bernardo Citterio, Weihbischof im Erzbistum Mailand, und Giulio Oggioni, Bischof von Bergamo. In der Italienischen Bischofskonferenz leitete er die Kommission für Fragen der Caritas. 1992 wurde er von Papst Johannes Paul II. zum Bischof des Bistums Verona ernannt. Er war ab 1997 in der Kurie tätig und unter anderem Italiens Vertreter bei der Europäischen Kommission der Bischöfe für Fragen der Europäischen Gemeinschaft. Zudem hatte er die Leitung Recht beim Präsidium der Italienischen Bischofskonferenz inne. Er galt als Experte der komplizierten Rechtsfragen zwischen der Republik Italien und dem Vatikan und war 1984 „Architekt“ der Neuordnung des italienischen Konkordats. Erzbischof Kardinal Carlo Maria Martini ernannte Nicora zudem zum Pro-Generalvikar der Diözese Mailand.
Am 21. Oktober 2003 wurde er von Papst Johannes Paul II. zum Kardinal im Rang eines Kardinaldiakons mit der Titeldiakonie San Filippo Neri in Eurosia ernannt. Am 12. Juni 2014 wurde er von Papst Franziskus zum Kardinalpriester erhoben.
2002 wurde Nicora Präsident der Güterverwaltung des Apostolischen Stuhls (APSA). Damit verbunden war seine Erhebung zum „Erzbischof ad personam“. 2011 trat er als Präsident der APSA zurück und wurde von Papst Benedikt XVI. am 19. Januar 2011 zum Präsidenten des Verwaltungsrates der neu geschaffenen vatikanischen Finanzaufsichtsbehörde AIF (Autorità d'informazione finanziaria). ernannt. Nicora war wesentlich in die Neuordnung im vatikanischen Wirtschafts- und Finanzsektor involviert und in die Umsetzung von Maßnahmen im Bereich der Bekämpfung der Geldwäsche und dem Dialog mit den internationalen Institutionen eingebunden. Papst Franziskus entband ihn am 30. Januar 2014 auf seinen Wunsch vom Amt des Präsidenten des AIF und ernannte Kurienbischof Giorgio Corbellini zum Interimspräsidenten. Im Januar 2015 erfolgte die Berufung durch Papst Franziskus zu einem von acht Mitgliedern eines neuen Kuriengremiums, das Missbrauchsverfahren an der Glaubenskongregation beschleunigen soll.
Kardinal Nicora war bis zu seinem Tode Päpstlicher Legat für die Basilika San Francesco und Basilika Santa Maria degli Angeli, beide in Assisi. Er engagierte sich viele Jahre für die Päpstliche Stiftung Centesimus Annus Pro Pontifice.

## Mitgliedschaften
Kardinal Nicora war Mitglied folgender Einheiten der Römischen Kurie:
- Kongregation für die Evangelisierung der Völker (ab 2003)[8]
- Kongregation für die Bischöfe (ab 2002[9], bestätigt 2003[10])
- Oberster Gerichtshof der Apostolischen Signatur (ab 2007)[11]
- Päpstlicher Rat für die Gesetzestexte (seit 2003[12], bestätigt 2003[10] und 2004[13])
- Güterverwaltung des Apostolischen Stuhls (ab 2011)[14]
- Päpstliche Kommission für den Staat der Vatikanstadt (ab 2004)[15]